# Justina Renay Di Stacio
Justina Renay Di Stacio (Burnaby, 1992. január 22. –) kanadai női szabadfogású birkózó. A 2018-as birkózó-világbajnokságon döntőbe jutott 72 kg-os súlycsoportban, szabadfogásban. A 2017-es birkózó világbajnokságokon bronzérmet szerzett 75 kg-os súlycsoportban. Háromszoros Pánamerika-bajnoki aranyérmes 75 kg-ban, egyszeres bronzérmes 67 kg-ban. Akadémiai Bajnokság aranyérmet szerzett 75 kg-ban 2016-ban.

## Sportpályafutása
A 2018-as birkózó-világbajnokságon a 72 kg-osok súlycsoportjában a döntő során a mongol Naszanburmaa Ocsirbat az ellenfele.